# Сан Пјетро д'Олба (Савона)
Сан Пјетро д'Олба је насеље у Италији у округу Савона, региону Лигурија.
Према процени из 2011. у насељу је живело 206 становника. Насеље се налази на надморској висини од 537 м.